# جيمي سيلفا
جيمي سيلفا (بالإنجليزية: Jamie Silva)‏ هو لاعب كرة قدم أمريكية أمريكي، ولد في 14 ديسمبر 1984 في إيست بروفيدانس في الولايات المتحدة.

## وصلات خارجية
- جيمي سيلفا على موقع مرجع كرة القدم المحترفة.كوم (الإنجليزية)